# Coly (Vézère)
Der Coly ist ein Bach in Frankreich, der im Département Dordogne in der Region Nouvelle-Aquitaine verläuft. Er entspringt bei La Cassagne aus einer Karstquelle und mündet bei Condat-sur-Vézère in die Vézère.

## Geographie

### Doux de Coly

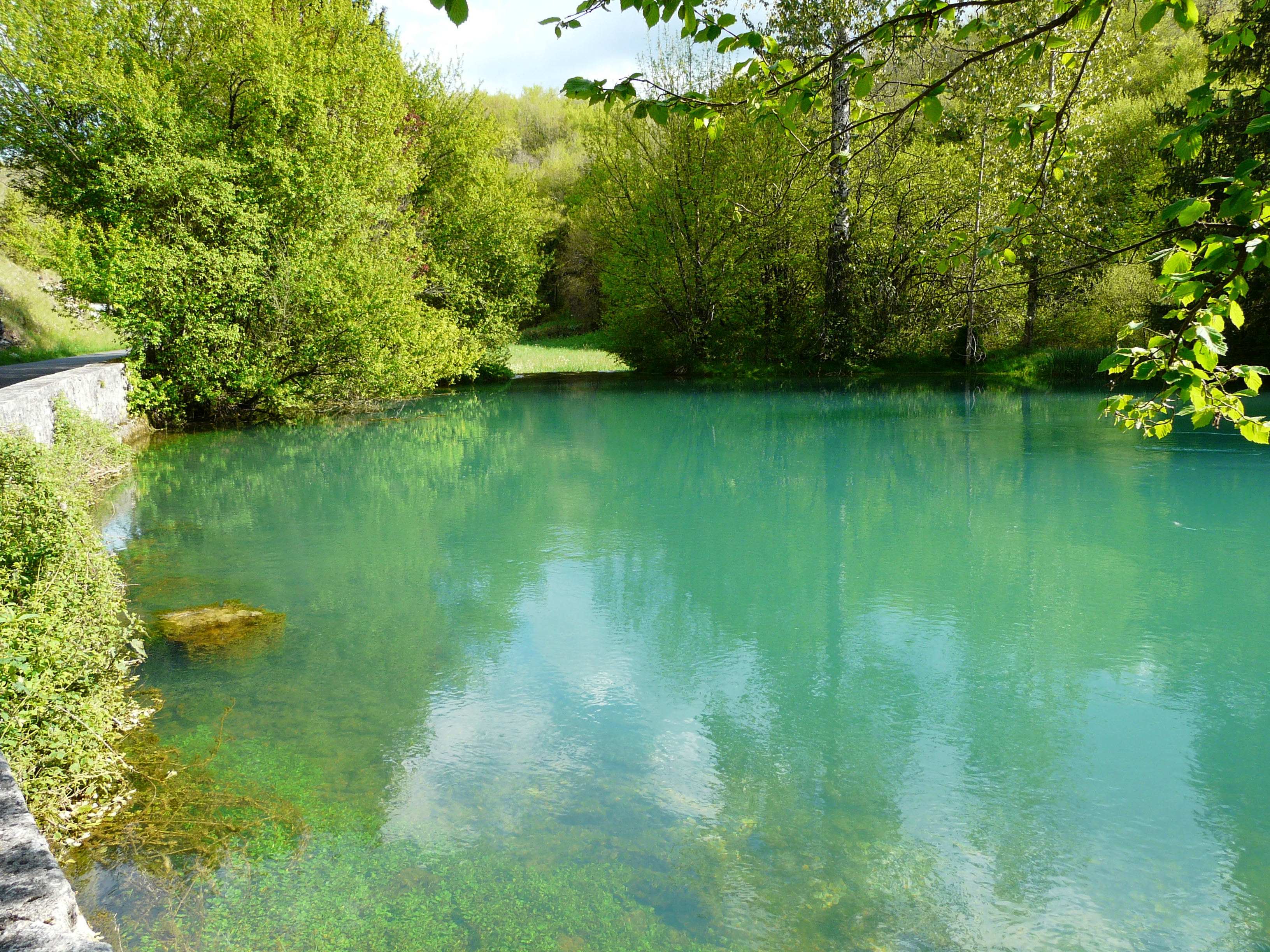
Die Karstquelle Doux de Coly

Der Coly entspringt nordwestlich von La Cassagne der Karstquelle Doux de Coly, auch Source du Coly oder auf Okzitanisch nur Dotz genannt. Es ist ein bläulich schimmernder, etwa 40 m breiter und 10 m tiefer Quelltopf, direkt an der Departementsstraße 62. Die aufgestaute Quelle hat eine durchschnittliche Temperatur von 11°C und ist im Privatbesitz. Das Quellwasser stammt aus Dolinen in der Nähe. Oberhalb der Quelle verläuft ein Trockental. Die Karstquelle schüttet zwischen 100 und 4000 l/s, die durchschnittliche Schüttung beträgt 400 l/s.

### Verlauf
Der Coly fließt generell in nordwestliche Richtung, nimmt bei der Ortschaft Coly den deutlich längeren Zufluss Chironde auf und mündet nach rund 10 Kilometern im Ortsgebiet von Condat-sur-Vézère als linker Nebenfluss in die Vézère.

### Orte am Fluss
(Reihenfolge in Fließrichtung)
- Coly, Gemeinde Coly-Saint-Amand
- Bouch, Gemeinde Terrasson-Lavilledieu
- Condat-sur-Vézère

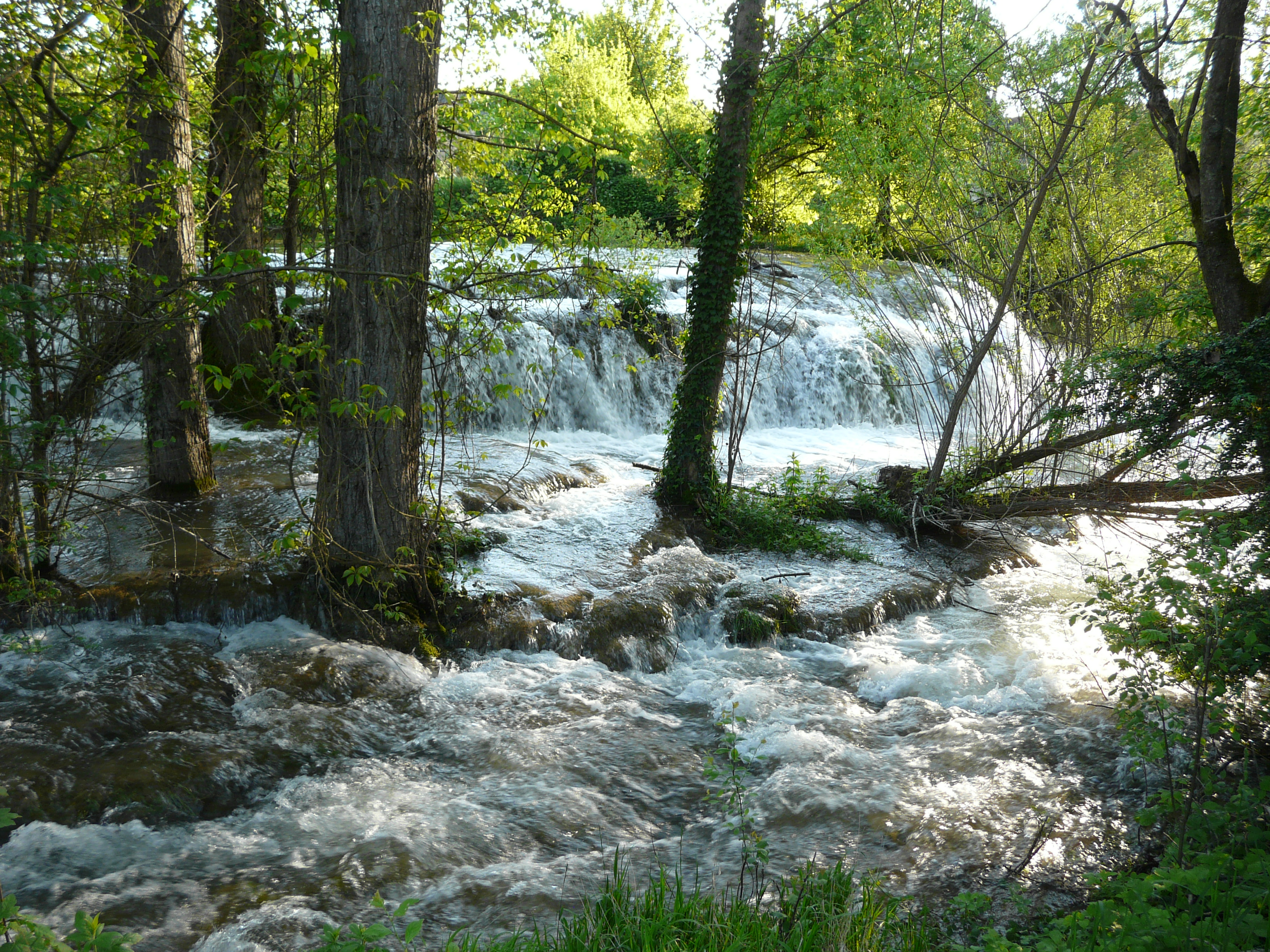
Wasserfälle des Coly
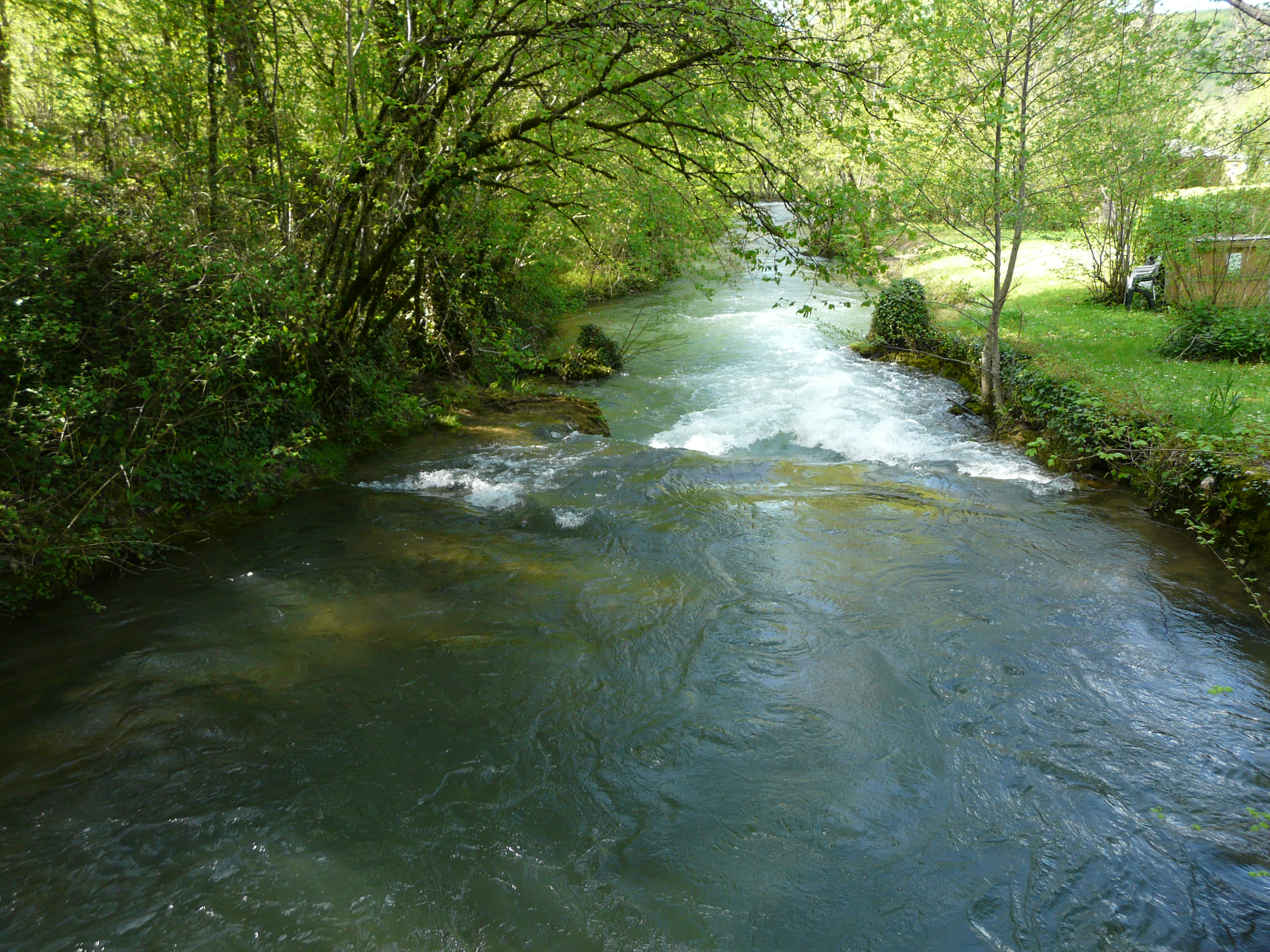
Der Coly bei Bouch
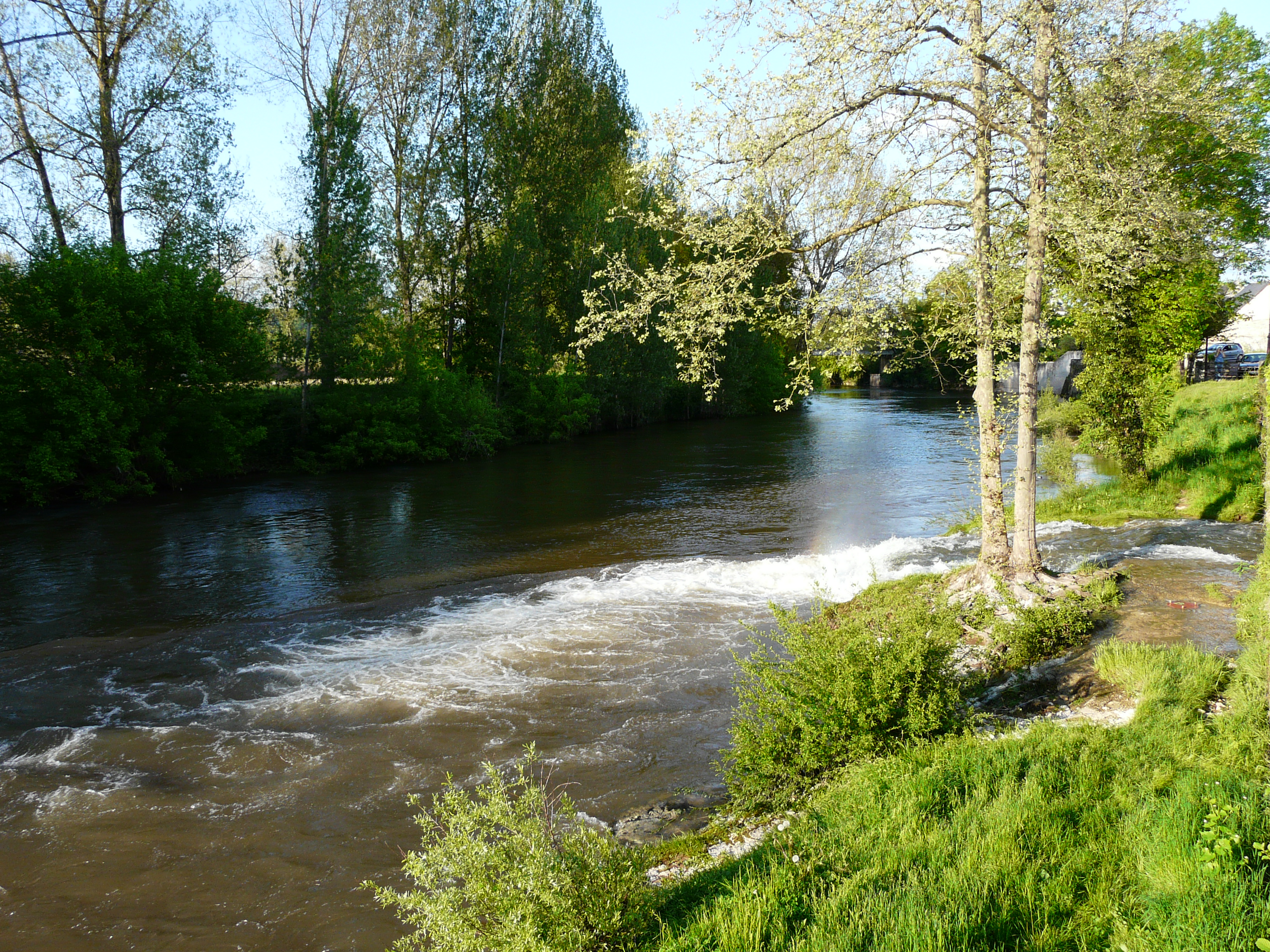
Mündung in die Vézère